# Linda Stirling
Linda Stirling (* 11. Oktober 1921 in Long Beach als Luise Schulz, Kalifornien, Vereinigte Staaten; † 20. Juli 1997 in Studio City, Kalifornien, Vereinigte Staaten) war eine US-amerikanische Schauspielerin, Showgirl und Model.

## Leben und Karriere
Schon im Alter von zwölf Jahren begann Linda Stirling Schauspielunterricht zu nehmen. Sie verließ die High School mit 16 und nahm zwei Jahre lang Unterricht an der Ben Bard's Academy of Dramatic Arts. Zu Beginn ihrer Karriere trat sie bereits mit 15 im Sommertheater auf und war als Modell tätig.
Ihre erste Rolle im Film hatte sie 1943 als Model in Powers Girl, während sie 1944 als Titelfigur in Tiger Woman ihre erste Rolle in einem Serial bekam. 1944 spielte sie an der Seite von George J. Lewis in Zorros Black Whip. Von 1944 bis 1947 war sie bei Republic Pictures unter Vertrag. Stirling trat insgesamt in 24 Filmen, zumeist Western, und in sechs Serials auf.  Nach ihrer Heirat zog sie sich vorerst aus dem Filmgeschäft, um mit ihrem Mann eine Familie zu gründen und sich um die Kinder zu kümmern. In den 1940er- und 1950er-Jahren trat sie im Theater und zwischen 1954 und 1959 auch in Fernsehserien auf.
Nach Linda Stirlings Karriereende als Filmschauspielerin im Jahr 1959 und nachdem ihre Kinder erwachsen geworden waren, schrieb sie sich der UCLA ein, wo sie ihren Master erwarb.  Anschließend unterrichtete sie als Lehrerin für College-Englisch und Schauspiel am Glendale College in Glendale. Sie arbeitete dort bis 1992.
1997 starb Linda Stirling im Alter von 75 Jahren in Studio City an den Folgen einer Krebserkrankung.

## Filmografie (Auswahl)
- 1943: Zorro's Black Whip
- 1943: The Powers Girl
- 1944: Der Rächer mit der Maske
- 1944: Die Tigerkönigin
- 1944: Der Mann mit der Totenmaske
- 1944: The San Antonio Kid
- 1944: Strangers in the Night
- 1944: Vigilantes of Dodge City
- 1945: The Purple Monster Strikes
- 1945: Santa Fe Saddlemates
- 1945: Wagon Wheels Westward
- 1945: The Topeka Terror
- 1945: Liebe in der Wildnis
- 1945: Manhunt of Mystery Island
- 1945: The Cherokee Flash
- 1945: Sheriff of Cimarron
- 1946: The Mysterious Mr. Valentine
- 1946: The Invisible Informer
- 1946: Rio Grande Raiders
- 1946: That Brennan Girl
- 1946: The Magnificent Rogue
- 1947: Jesse James reitet wieder
- 1947: The Pretender

## Auszeichnungen
- 1983: Golden Boot Awards[7]

## Privatleben
Von 1946 bis 1990 war Linda Stirling mit Sloan Nibley verheiratet. Er war Drehbuchautor für Republic Pictures. Zusammen hatten sie zwei Kinder.